# 쉬신츠
쉬신츠(중국어 간체자: 徐新驰, 정체자: 徐新馳, 병음: Xú Xīnchí, 한자음: 서신치, 2002년 5월 27일 ~ )는 중국의 배우다.

## 방송
- 청춘유니 (시즌 3) (2021) - Top19
- 투라대륙 - 마수낙 역
- 최고의 친구 - 소년 역